# Jacques-Augustin-Catherine Pajou
Jacques-Augustin-Catherine Pajou (* 27. August 1766 in Paris; † 28. November 1828 ebenda) war ein französischer Historien- und Porträtmaler. Sein Werk ist dem Klassizismus zuzuordnen.

## Leben
Pajou war ein Sohn des am bourbonischen Hof beschäftigten Bildhauers Augustin Pajou und dessen Frau Angelique (geborene Roumier, * 1736), Tochter des Künstlers Claude Roumier, sowie ein Enkel des Ornamentbildhauers Martin Pajou und dessen Frau Etiennette-Françoise (geborene Pithoin). Er wurde am Tag seiner Geburt getauft und wurde ein Schüler des Malers François-André Vincent.
1784 trat Pajou in die Académie royale de peinture et de sculpture ein. Während der Französischen Revolution war er 1792/1793 Freiwilliger in der Compagnie des arts de Paris, einer Militäreinheit, die überwiegend aus Studenten der Rechte und der Schönen Künste bestand. Nach deren Auflösung arbeitete er mit beim Aufbau Commune générale des arts. Während der Zeit der Restauration verlegte er sich auf die Darstellung religiöser Themen und fertigte Bilder für neu ausgestattete Kirchen. 1814 feierte er die Rückkehr der Bourbonen in einem allegorischen Bilderzyklus. Er war seit 1812 Mitglied der Société philotechnique de Paris.
Pajou starb 1828 und wurde auf dem Friedhof Père-Lachaise beigesetzt.

## Werke (Auswahl)

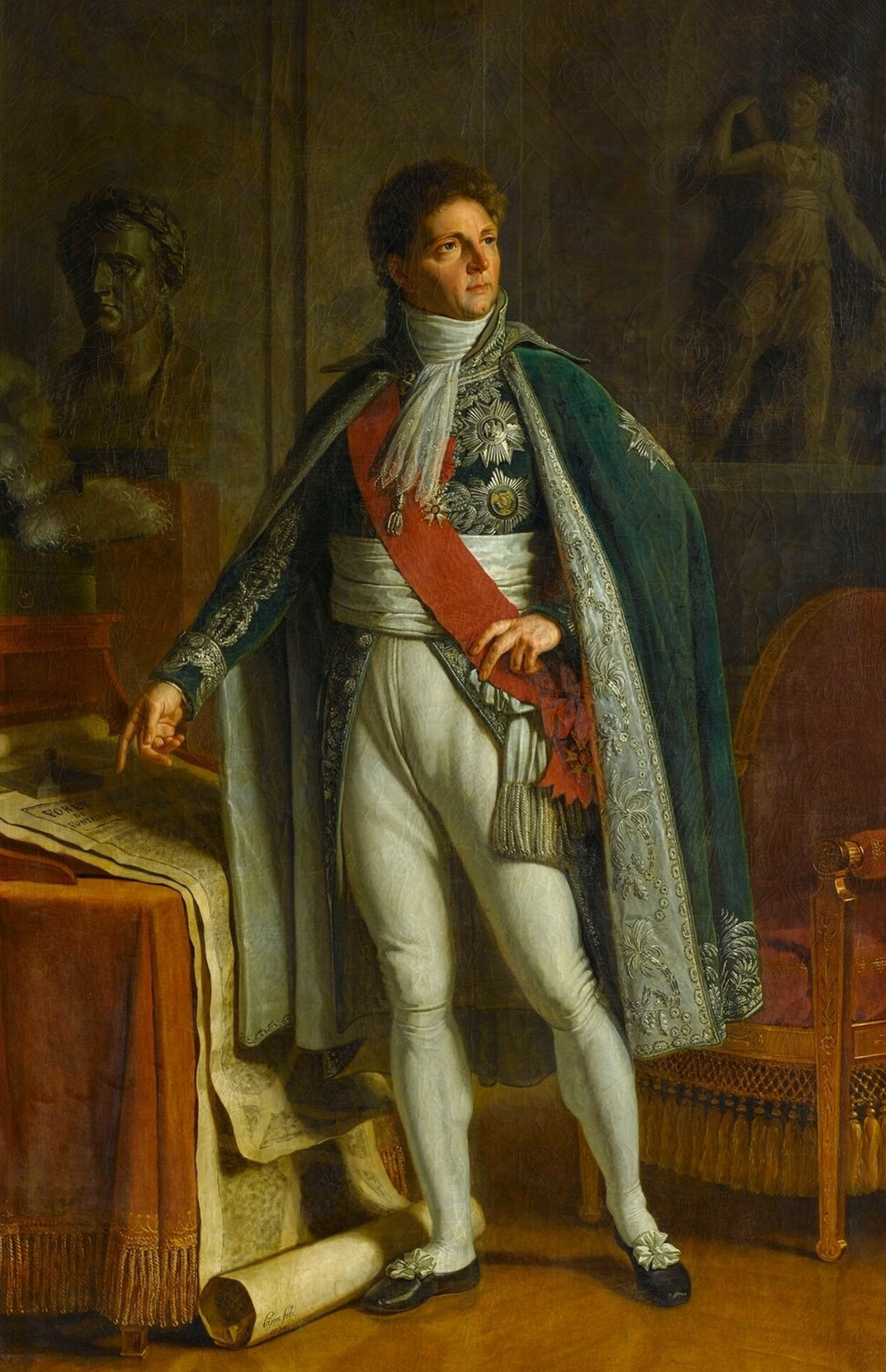
General Louis-Alexandre Berthier

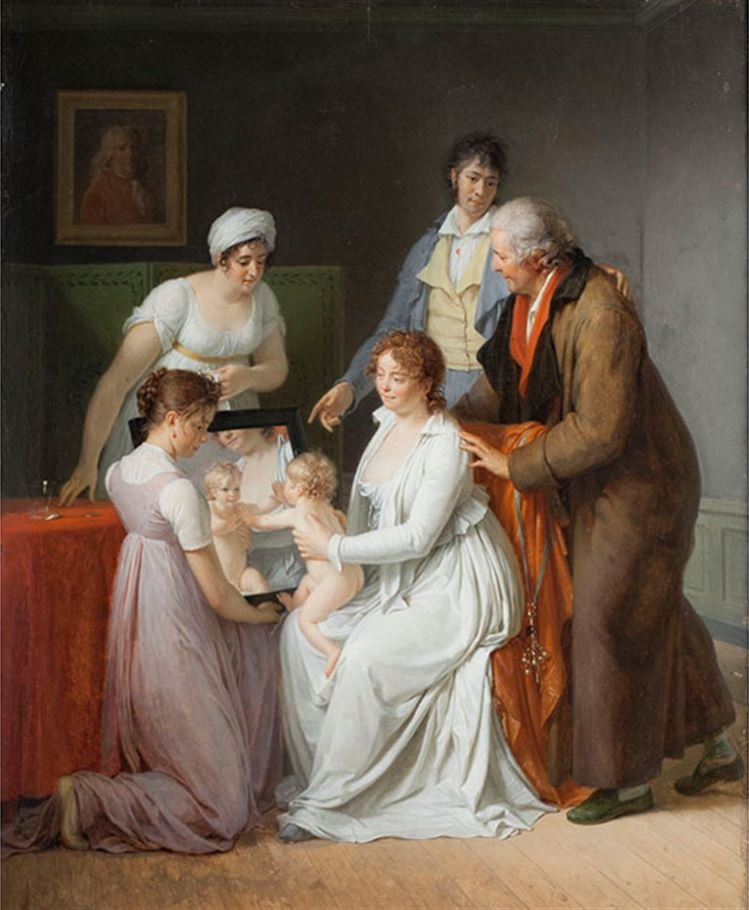
Portraits de la famille Pajou

Im Zeitalter des Empire schuf Pajou einige Bildnisse wichtiger Persönlichkeiten der Zeit:
- 1798: Porträt des Louis-Joseph Jay (Gründers des Museums in Grenoble)
- 1802: Portraits de la famille Pajou
- 1808: Porträt General Louis-Alexandre Berthiers
- 1809: la bataille de Marengo, le 14 juin 1800 (Ölgemälde 243 × 336 cm)
- 1811: Pierre Jean David d’Angers
- 1812: Milde Napoléons gegen das Fräulein de Saint-Simon (mit einer Goldmedaille prämiert)

## Familie
Pajou heiratete 1795 Marie-Marguerite (geborene Thibault; 1764–1827), mit der er mindestens einen Sohn hatte:
- Augustin-Désiré Pajou (26. Dezember 1800 – 29. März 1878) wurde Lithograf, Genre-, Historien- und Porträtmaler[3] ⚭ 18. März 1822 mit Angélique-Félicité Ansiaux

Seine älteste Schwester Angelique Reine, die 1762 geboren wurde, verstarb als Kind. Durch die Heirat seiner 16-jährigen Schwester Catherine-Flore Pajou (* 17. November 1764) im Jahr 1781, war er zudem mit dem Bildhauer Claude Michel, genannt Clodion, verschwägert. Das Paar wurde, wohl auch aufgrund des großen Altersunterschieds, Clodin war bei der Vermählung bereits 42 Jahre alt, 1794 geschieden. Sie heiratete am 6. April (17. Germinal des Jahres V) den Richter Louis-Pierre Martin, genannt Saint-Martin, von dem sie ebenfalls wieder geschieden wurde.